# Serghei Covaliov
Serghei Covaliov (Mila 23, Tulcea, 14 de outubro de 1944 — 16 de maio de 2011) foi um ex-velocista romeno na modalidade de canoagem.

## Carreira
Foi vencedor da medalha de Ouro em C-2 1000 m em Cidade do México 1968 junto com o seu companheiro de equipe Ivan Patzaichin.